# Butterfly Core
〈Butterfly Core〉(버터플라이 코어, 일본어: バタフライ・コア 바타후라이 코아[*])는 2013년 11월 27일에 빙에서 발매된 VALSHE의 6번째 싱글이다. 〈Butterfly Core〉는 한국어 버전으로 탑독에 의해 리메이크돼서, 투니버스에서 2015년 3월 26일부터 6월 11일까지 방영된 《명탐정 코난 13기》의 주제가로 쓰이게 된다.

## 해설
요미우리 TV 닛폰 TV계 《명탐정 코난》 여는 곡. 통상반의 자켓은 첫 실사를 사용한 디자인.

## 수록곡

### CD
DISC1
1. Butterfly Core (4:20)
2. 붉은 가시(赤い棘) (4:52)
3. STAR GATE (3:38)
4. Butterfly Core (Instrumental) (4:20)
5. 붉은 가시 (Instrumental) (4:52)
6. STAR GATE (Instrumental) (3:38)

DISC2(초회한정반B)
1. VALSHE RADIO ~스마트 폰 커서 엄지 손가락이 닿지 않아~ (전편)(VALSHE RADIO ～スマホでかすぎて親指届かない編～（前編）)
2. Growing of my heart
3. VALSHE RADIO ~스마트 폰 커서 엄지 손가락이 닿지 않아~ (후편)(VALSHE RADIO ～スマホでかすぎて親指届かない編～（後編）)

### DVD
초회한정반A
1. "Butterfly Core" MUSIC VIDEO
2. "Butterfly Core" TV SPOT
3. VALSHE 두근두근♥입사 면접

### 오리지널 무비
Musing반
1. 오리지널 무비 〈Musing Special Movie〉 시청 ID 첨부(PC에서만 시청 가능)
2. 톨케이스 디지팩 사양 VALSHE 손 메시지 첨부
3. 호화 8P 부클릿

## 탑독 버전
〈Butterfly Core〉(버터플라이 코어)는 2015년 4월 7일에 발매된 싱글이며, 투니버스에서 2015년 3월 26일부터 6월 11일까지 방영된 《명탐정 코난 13기》의 주제가로 사용되고 있는 노래다.